# Никольская башня (Смоленск)
Никольская (Еленевская) башня — одна из сохранившихся до наших дней башен Смоленской крепостной стены.

## Местонахождение и внешний вид

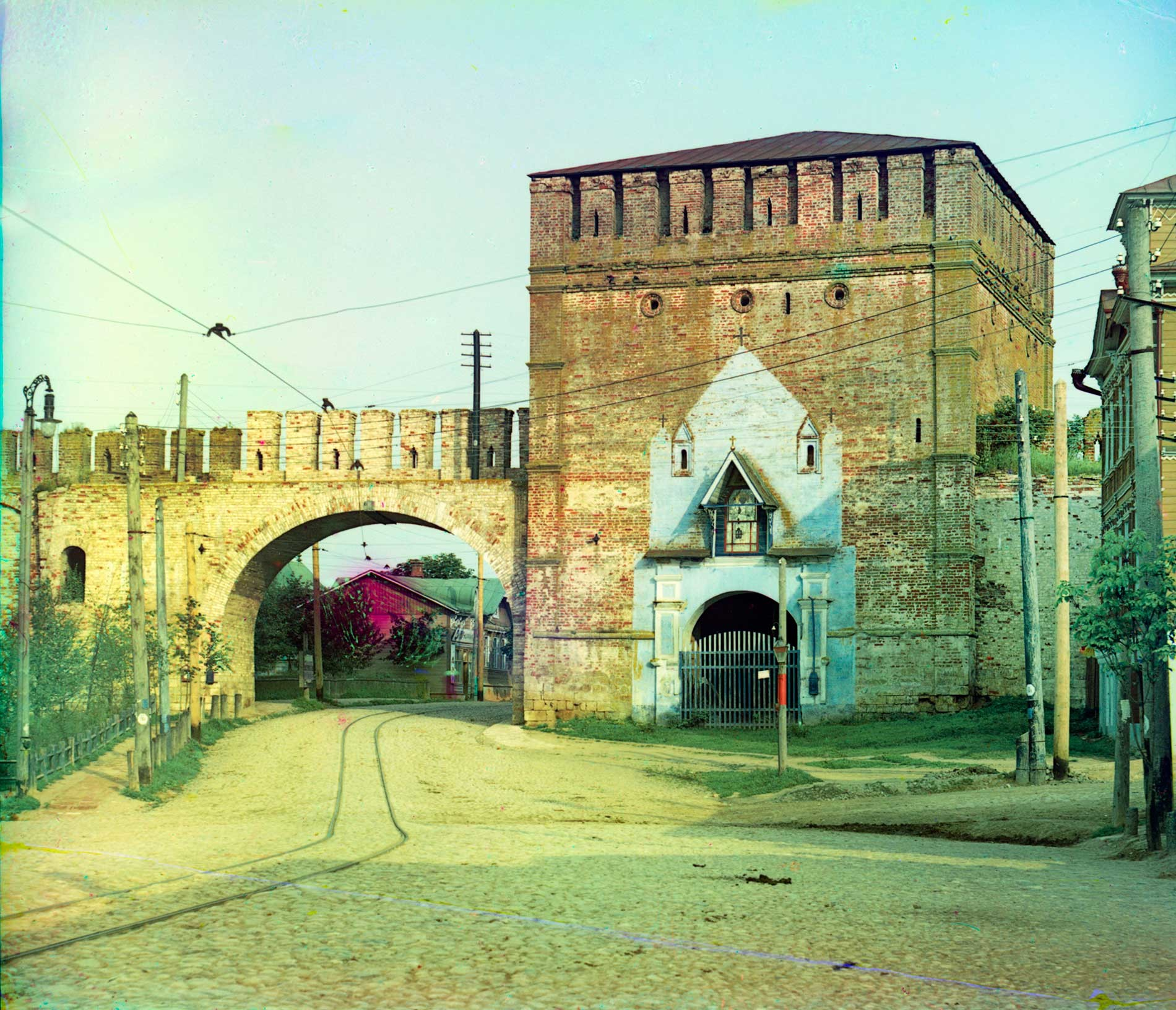
Никольские ворота. Фотография Сергея Прокудина-Горского, между 1911 и 1912 годами.

Никольская башня находится на пересечении улиц Тухачевского и Маршала Жукова. Находится в составе самого большого из сохранившихся до наших дней фрагментов Смоленской крепостной стены, крайняя башня этого фрагмента после башни Зимбулка. Следующая — Евстафьевская — была снесена в 1930-е годы.
Никольская башня представляет собой прямоугольную башню с расположенной рядом с ней проезжей аркой. Ранее реставрировалась, имеет крышу. Вход в башню — со стороны улицы Маршала Жукова. Проезжая арка ранее также была отреставрирована и покрыта крышей. С 2014 по настоящее время в Никольской башне располагается музей «Смоленский Лён», принадлежащий ОГБУК «Смоленский государственный музей-заповедник».

## История

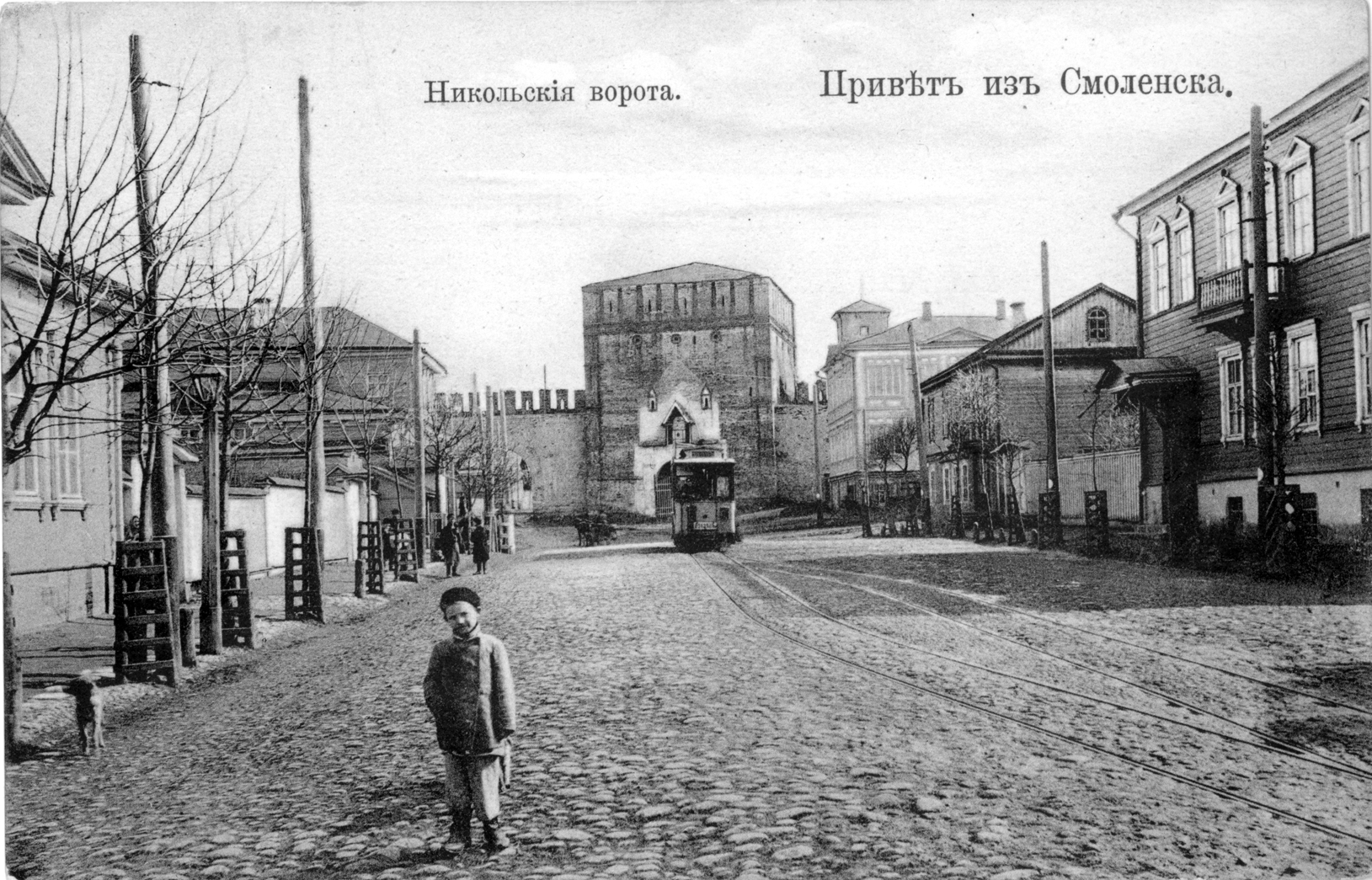
Никольские ворота на открытке начала XX века.

Никольская башня являлась второстепенной въездной башней в Смоленск (парадные — Фроловская и Молоховская — не сохранились). Первоначально ворота назывались Еленевскими или Ельнинскими, так как из них выходила дорога, ведущая на Ельню. Первоначально ворота были не сквозными, а с «коленом» (поворотом налево), что обеспечивало при штурме большую безопасность для защитников крепостной стены, а закрывались они опускаемой металлической решёткой — «герсой». В начале XVIII века по приказу Петра I ворота были защищены земляной насыпью и рвом.
Нынешнее название Никольские ворота и Никольская башня получили от стоявшего напротив храма Святого Николая, сгоревшего во время Отечественной войны 1812 года. Во время Смоленского сражения в августе 1812 года у ворот сгорела крыша. После переименования башни в Никольскую в нише — «киоте» над воротами был помещён образ святого Николая Чудотворца (ныне не сохранился).
Сквозной проезд через ворота был закрыт в конце XIX века. В 1898—1900 годах в прясле стены правее башни была пробита арка 10-метровой ширины, через которую в 1901 году был проложен трамвайный маршрут, существовавший до начала 2000-х годов. До Октябрьской революции 1917 года в башне находился городской архив.
В годы Великой Отечественной войны и немецкой оккупации Смоленска Никольская башня лишилась своей крыши. После войны в ней была размещена телефонная подстанция.